# ASB Classic 1994
L'ASB Classic 1994 è stato un torneo di tennis giocato sul cemento. È stata la 9ª edizione dell'ASB Classic, che fa parte della categoria Tier IV nell'ambito del WTA Tour 1994. Si è giocato all'ASB Tennis Centre di Auckland in Nuova Zelanda, dal 31 gennaio al 6 febbraio 1994.

## Campionesse

### Singolare
Ginger Helgeson ha battuto in finale  Inés Gorrochategui con il punteggio di 7–6, 6–3

### Doppio
Patricia Hy /  Mercedes Paz hanno battuto in finale  Jenny Byrne /  Julie Richardson con il punteggio di 6–4, 7–6